# Matthias Hartmann (Wirtschaftswissenschaftler)

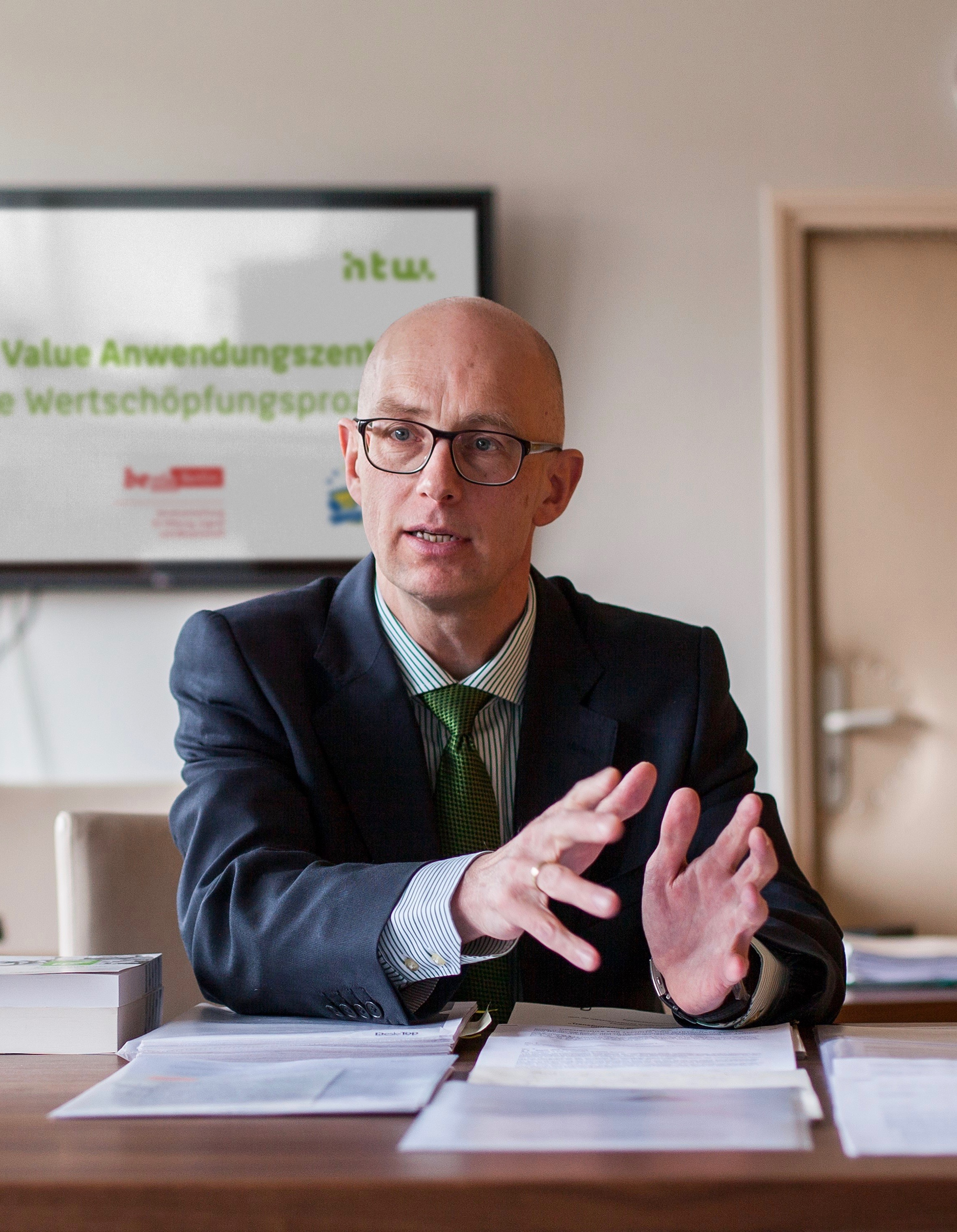
Matthias Hartmann im Dekanatsbüro der HTW Berlin

Matthias Herbert Hartmann (* 21. März 1965 in Wilmersdorf; † 26. August 2020 in Berlin) war ein deutscher Professor für Betriebswirtschaftslehre und Dekan des Fachbereiches Wirtschafts- und Rechtswissenschaften an der Hochschule für Technik und Wirtschaft Berlin (HTW). Als Experte für Innovations- und Technologiemanagement war er als Unternehmensberater tätig. In seiner Funktion als Stabsoffizier der Reserve war er Referent im Bundesministerium der Verteidigung.

## Leben
Matthias H. Hartmann wuchs in Berlin-Wilmersdorf auf, seine gymnasiale Ausbildung absolvierte er in Bayern, von 1975 bis 1984 auf dem Dominicus-von-Linprun-Gymnasium Viechtach.
1984 wurde er bei der Bundeswehr zum Reserveoffizier, als Einzelkämpfer und Fallschirmpionier  ausgebildet, stieg später zum Kommandeur eines Panzerpionierbataillons auf, war dann Referent für Strategie und Einsatz im Bundesministerium der Verteidigung und schließlich bis zu seinem Tod als Oberst der Reserve Dezernatsleiter im Einsatzführungskommando der Bundeswehr in Potsdam.
Er studierte von 1986 bis 1991 Betriebswirtschaftslehre an der Universität Erlangen-Nürnberg mit den Schwerpunkten Wirtschaftsinformatik, Industriebetriebslehre und Rechnungswesen mit dem Abschluss Diplom-Kaufmann. Als Geschäftsführer am Lehrstuhl für Industriebetriebslehre der Universität Erlangen-Nürnberg, 1992–1997, bereitete er unter Werner Pfeiffer seine Promotion vor, die er als Dr. rer. pol. vollendete.
Hartmann verstand früh, dass jedwedes erfolgreiche Handeln sowohl einer adäquaten theoretischen Grundlage als auch dem Verständnis einer praxisgerechten Umsetzung bedarf. Diese Verbindung von Theorie und Praxis bildete die Basis seines Handelns, und dies in allen Bereichen seines Wirkens, sei es die akademische Lehre, die Führung eines Unternehmens, die sportlichen Herausforderungen beim Volleyball, dem Unterwasser-Rugby, dem Fallschirmspringen oder beim Triathlon, wo er mehrfach einen Ironman erfolgreich absolvierte. Seine besondere Denk- und Handlungsweise zeigte er insbesondere als Offizier der Bundeswehr, zuletzt als Pionierstabsoffizier im Dienstgrad Oberst der Reserve.
Er entwickelte seine Handlungsprinzipien in praxisnahen Tätigkeiten stetig weiter wie bei der Managementberatung A.T. Kearney von 1997 bis 2000 als Senior Manager, als Geschäftsführer der Unternehmensberatung Takticum Consulting GmbH bis 2020 sowie im Zuge seines militärischen Engagements. Gerade das Umsetzen von Grundsätzen der militärischen Führungslehre in Verbindung mit der praktischen Erfahrung als Vorgesetzter von Soldaten, kombiniert mit Elementen der Mitarbeitermotivation und erfolgreicher Unternehmensstrategien, hat seine Denk- und Handlungsweise geformt.

## Wissenschaftliche Arbeit
Matthias H. Hartmann wurde für die Professur Produktion & Logistik an die Hochschule für Technik und Wirtschaft (HTW) Berlin berufen, die er im Oktober 2000 antrat und bis 2020 innehatte. Seine Schwerpunkte Digitalisierung und Industrie 4.0 lagen innerhalb der Fachgebiete Produktions- und Logistikmanagement, Informationsmanagement, Innovations- und Technologiemanagement. Zwischen 2015 und 2017 war er Dekan des Fachbereichs Wirtschafts- und Rechtswissenschaften an der HTW Berlin, deren Ausrichtung er durch die Berufung von neun Professorinnen und Professoren maßgeblich formte. Von 2018 bis 2020 war er Mitglied im Kuratorium der HTW Berlin. In dieser Funktion verantwortete er die Aufsicht der Hochschule. Darüber hinaus leitete er seit 2016 das EFRE geförderte Digital Value Anwendungszentrum, in dem er kleine und mittlere Unternehmen (KMU) aus Berlin bei der digitalen Transformation unterstützte. Vor allem KMU ohne eigene Forschungskapazitäten profitieren von den Wissensressourcen und interdisziplinären Forschungsteams, wie das Förderprojekt Digital Entrepreneurship von Prof. Hartmann zeigt. Auch was die Digitalisierung für den Gründungsort Berlin, den dort Lebenden und Arbeitenden sowie für die Besucher aus aller Welt bedeuten kann, wurde beispielsweise auf einer Veranstaltung MittendrIn Berlin! diskutiert.
Eine theoriegeleitete und stark praxisorientierte Forschung zeichnete seine akademische Arbeit aus, beeinflusst von systemtheoretischen Einflüssen wie denen von Niklas Luhmann sowie erkenntnis- und wissenschaftstheoretischen Überlegungen nach Karl Popper. In seiner prägenden Zeit unter Werner Pfeiffer am Lehrstuhl für Industrie- und Handelsbetriebslehre wurden diese Gedanken konsequent auf betriebswirtschaftliche Fragestellungen wie die Systemrationalisierung und Systemwirtschaftlichkeit übertragen, die schließlich den Kanon seiner Arbeiten im Technologie- und Innovationsmanagement lieferte. In der Folge erarbeitete Matthias H. Hartmann eine Technologie-Bilanzierung, zu der er im November 1996 promovierte.
In den nächsten Jahren veröffentlichte er Artikel zur Technologie-Bilanzierung und zur Steuerung von Unternehmen, technologischer Potentialbestimmungen und technologischer Kostenanalysen. Weitere Beiträge erstellte er zum Berichtswesen von Technologieunternehmen. Er beantwortet dabei die Fragestellungen, wie Kennzahlensysteme für das Berichtswesen eingesetzt werden können, wie neue digitale Technologien das Berichtswesen beeinflussen können und wie neue digitale Technologien auf das System Unternehmen wirken. Sein Fokus lag dabei auf der Wirkung von Technologien auf das Lenkungssystem bzw. Management (Governance) von Unternehmen. Er veröffentlichte systemtheoretische Artikel zu Geschäftsmodellen, zu IT-Sicherheit und zum Thema Nachhaltigkeit. Darüber hinaus veröffentlichte er empirische Beiträge über Erfolgsfaktoren zur digitalen Transformation von KMU.

## Publikationen (Auswahl)

### Monografien
- Technologie-Bilanzierung, Instrument einer zukunftsorientierten Unternehmensbeurteilung. Vandenhoeck & Ruprecht, Göttingen 1997, ISBN 3-525-12575-5.
- Berichtswesen für High-Tech-Unternehmen: Reporting mit Balanced Scorecard, web-basierten Systemen und Beteiligungsmanagement. Erich Schmidt Verlag, Berlin 2004, ISBN 3-503-07832-0.
- Internationale E-Discovery und Information Governance. Erich Schmidt Verlag, Berlin 2011, ISBN 978-3-503-13074-0.
- IT-Sicherheit für Handwerk und Mittelstand. Empfehlungen zur Digitalisierung. BWV Berliner Wissenschafts-Verlag, Berlin 2017, ISBN 978-3-8305-3820-2.
- Impulse für digitale Lösungen. Empfehlungen für Kleine und Mittlere Unternehmen. BWV, Berlin 2018, ISBN 978-3-8305-3901-8.
- Digitale Transformation von KMU. Von der Strategie bis zum Werkzeug. BWV, Berlin 2019, ISBN 978-3-8305-3904-9.
- Digital Excellence in KMU. 11 Pilotprojekte und Best Practices zur Digitalisierung. BWV, Berlin 2020, ISBN 978-3-8305-4220-9.

### Herausgaben
- mit Olaf Kracker, Frank Behr und Björn-Ulrik Bluschke (Hrsg.): Zukunftspotentiale des E-Manufacturing. Empirische Marktstudie. Berlin 2003.
- mit Wilhelm Schmeisser, Hermann Mohnkopf, Gerhard Metze (Hrsg.): Innovationserfolgsrechnung. Springer, Berlin / Heidelberg 2008, ISBN 978-3-540-77615-4.
- mit Wilhelm Schmeisser, Hermann Mohnkopf und Gerhard Metze (Hrsg.): Innovation Performance Accounting. Financing Decisions and Risk Assessment of Innovation Processes. Springer, Berlin / Heidelberg 2009, ISBN 978-3-642-01352-2.
- mit Wilhelm Schmeisser, Dieter Krimphove und Claudia Hentschel (Hrsg.): Handbuch Innovationsmanagement. UVK Verlag, Konstanz/München 2013, ISBN 978-3-86764-421-1.
- mit Wilhelm Schmeisser, Wolfgang Becker, Markus Beckmann, Alexander Brem, Peter Eckstein (Hrsg.): Neue Betriebswirtschaft. München 2018, ISBN 978-3-86764-828-8. (2. überarb. Auflage, München 2020, ISBN 978-3-8252-5327-1)

### Zeitschriftenbeiträge (Auswahl)
- mit Werner Pfeiffer und Enno Weiß: Die  „Ford-Psychose“ nicht wiederholen. Teil 1. In: Blick durch die Wirtschaft. Hrsg. von Frankfurter Allgemeine Zeitung, 18. März 1993, ISSN 0406-4224, S. 5; und Die „Ford-Psychose“ nicht wiederholen. Teil 2. In: Blick durch die Wirtschaft. 19. März 1993, ISSN 0406-4224, S. 5.
- mit Thomas Mild und Alexander Sasse: Technologiekostenanalyse als Instrument des Innovationskostenmanagements. In: krp. Kostenrechnungspraxis. Zeitschrift für Controlling. Band 41, Nr. 6, 1997, ISSN 0931-9077, S. 312–318.
- mit Friedwart Lender: Chipkartenunternehmen im Umbruch. In: Card-Forum. 3/1997, ISSN 1437-2207, S. 65–70.
- mit Friedwart Lender: Assessing Take-Over Opportunities. In: Card Forum International. 4/1997, S. 42–46.
- Die Technologiebilanz als Instrument einer zukunftsorientierten Unternehmensbeurteilung. In: WiSt. Wirtschaftswissenschaftliches Studium. Band 27, Nummer 3, 1998, ISSN 0340-1650, S. 134–136.
- mit Thomas Mild und Alexander Sasse: Innovationen besser managen mit Hilfe der Technologiekostenanalyse. In: Blick durch die Wirtschaft. 19. Juni 1998, ISSN 0406-4224, S. 5.
- Theorie und Praxis technologischer Unternehmensbeurteilung. In: Zeitschrift für Betriebswirtschaft. Nr. 9, 1998, ISSN 0044-2372, S. 1009–1027.
- Due Diligence bei High-Tech-Unternehmen. In: DSWR. Datenverarbeitung, Steuer, Wirtschaft, Recht. Nr. 11, 1998, ISSN 0341-5449, S. 305–308.
- Theory and practice of technological corporate assessment. In: International Journal of Technology Management. Band 17, No. 4, 1999, ISSN 0267-5730, S. 504–521.
- Qualitätscontrolling in der Forschung und Entwicklung. In: krp. Kostenrechnungspraxis. Zeitschrift für Controlling. 2000, ISSN 0931-9077, S. 89–99.
- Web-based Controlling für das Innovationsmanagement. In: krp. Kostenrechnungspraxis. Zeitschrift für Controlling. Sonderheft, 2001, ISSN 0931-9077, S. 81–85.
- mit Hans-Jürgen Müller und Dirk Buchta: ERP-Collaboration mit Marktplätzen durch EAI. In: Information Management. 1/2001, ISSN 1616-1017, S. 24–31.
- mit Jörn Kriegel und Jürgen Venhofen: E-Discovery mit der IKB Data GmbH. IT-Governance-Services bei juristischen Fragen. In: IT-Governance. 2010, ISSN 1864-6557, S. 16–20.
- mit Bastian Halecker: Contribution of systems thinking to business model research and business model innovation. In: International Journal of Technology Intelligence and Planning. Band 9, No. 4, 2013, ISSN 1740-2840, S. 251–270.
- Bastian Halecker, Katharina Hölzle, Matthias Hartmann: Konzeptrahmen zur systemwirtschaftlichen Bewertung von Geschäftsmodellalternativen. In: Zeitschrift für KMU und Entrepreneurship. (ZfKE), 64(2016)2, ISSN 1860-4633 (Print) / ISSN 1865-5114 (Online), S. 149–156.

### Beiträge zu Anthologien (Auswahl)
- Wissensmanagement mit der Technologiebilanz. In: Enno Weiß (Hrsg.): Innovative Unternehmensführung: Festgabe zum 65. Geburtstag von Professor Dr. Werner Pfeiffer. Forschungs- und Beratungsgruppe für Innovative Unternehmensführung, Nürnberg 1998, ISBN 3-00-003617-2, S. 101–118.
- mit Thomas Mild: Die Technologiebilanz als neuer Ansatz des strategischen Controlling. In: Andreas Borszcz, Sven Piechota (Hrsg.): Controlling-Praxis erfolgreicher Unternehmen. Gabler, Wiesbaden 1998, ISBN 3-409-18891-6, S. 267–281.
- Web-based Controlling für das Innovationsmanagement. In: Wolfgang Männel (Hrsg.): Kongress Controlling und Kostenmanagement 2000. Verlag der GAB, Gesellschaft für Angewandte Betriebswirtschaft, Lauf an der Pegnitz 2000, S. 93–102.
- Bestimmung des technologischen Potentials für einen Chipkartenbetrieb. In: Friedwart Lender (Hrsg.): Innovative betriebswirtschaftliche Lösungen für und mit Chipkarten: Ergebnisse des betriebswirtschaftlichen Kolloquiums an der Fachhochschule Hof. 2. Auflage. Fachhochschule Hof, Hof 2001, ISBN 3-935565-00-3, S. 51–69.
- Web-basiertes Controlling mit Projektportal. In: Franz Arnold (Hrsg.): Handbuch der Telekommunikation. Ergänzungslieferung zur Loseblattausgabe. Fachverlag Deutscher Wirtschaftsdienst, Köln 2002, ISBN 3-87156-096-0, S. 86.
- Web-basiertes (Personal-)Controlling mit Projektportal. In: Wilhelm Schmeisser, Jan Grothe, Thomas R. Hummel (Hrsg.): Internationales Personalcontrolling und internationale Personalinformationssysteme. Reihe: Schriften zum Internationalen Management. Herausgegeben von Thomas R. Hummel. Edition Rainer Hampp, München 2003, ISBN 3-87988-761-6, S. 57–67.
- mit Bastian Halecker: How can Systems Thinking add Value to Business Model Innovation. In: K. R. E. Huizingh, S. Conn, M. Torkkeli, S. Schneider, I. Bitran (Hrsg.): Proceedings of the XXIV ISPIM Conference – Innovating in Global Markets: Challenges for Sustainable Growth. ISPIM, Helsinki 2013, ISBN 978-952-265-421-2.
- Information Governance in Big Data. In: Matthias Knaut (Hrsg.): Zukunft Wirtschaft. Beiträge und Positionen 2013. Reihe: Schriften der Hochschule für Technik und Wirtschaft Berlin. BWV Berliner Wissenschafts-Verlag, Berlin 2013, ISBN 978-3-8305-3189-0, S. 146–152.
- mit Bastian Halecker: Das Geschäftsmodell als Strategic Deployment im strategischen Denken. In: Daniel R. A. Schallmo (Hrsg.): Kompendium Geschäftsmodell-Innovation. Grundlagen, aktuelle Ansätze und Fallbeispiele zur erfolgreichen Geschäftsmodell-Innovation. Springer Gabler, Wiesbaden 2014, ISBN 978-3-658-04458-9, S. 209–232.
- mit Bastian Halecker: Management of Innovation in the Industrial Internet of Things. In: Proceedings of the XXVI ISPIM Conference – Shaping the Frontiers of Innovation Management. ISPIM, Budapest 2015, ISBN 978-952-265-779-4.
- mit Bastian Halecker: Management-Prinzipien in der Industrie 4.0. In: Stephan Schäfer, Carsten Pinnow (Hrsg.): Industrie 4.0 – Grundlagen und Anwendungen. Branchentreff der Berliner Wissenschaft und Industrie. Beuth Verlag, Berlin 2015, ISBN 978-3-410-25780-8, S. 233–244.
- mit Bastian Halecker: Nachhaltige Mobilität im digitalen Zeitalter. In: HTW Berlin, Matthias Knaut (Hrsg.): Nachhaltige Mobilität, Energiewende und Industrie 4.0. Reihe: Beiträge und Positionen der HTW Berlin. Band 5. BWV-Verlag, Berlin 2015, ISBN 978-3-8305-3575-1, S. 168–176.
- mit Bastian Halecker: Digitale Revolution im Management. In: HTW Berlin, Matthias Knaut (Hrsg.): Digitalisierung: Menschen zählen. Reihe: Beiträge und Positionen der HTW Berlin. BWV-Verlag, Berlin 2016, ISBN 978-3-8305-3700-7, S. 44–51.
- mit Bastian Halecker: Pragmatische Cyber Security in Kritischen Infrastrukturen – zwei Fallbeispiele. In: Stefan Schäfer, Carsten Pinnow (Hrsg.): Industrie 4.0. Safety und Security – Mit Sicherheit gut vernetzt. Branchentreff der Berliner und Brandenburger Wissenschaft und Industrie. Beuth Verlag, Berlin 2017, ISBN 978-3-410-26406-4, S. 57–68.
- mit Bastian Halecker und Ralf Waubke: Appleism & Googleism als neuer Managementansatz in der Industrie von morgen. In: HTW Berlin, Matthias Knaut (Hrsg.): Industrie von morgen. Beiträge und Positionen 2017. BWV-Verlag, Berlin 2017, ISBN 978-3-8305-3767-0, S. 50–57.
- Systemtheorie in der Betriebswirtschaft. In: Anshuman Khare, Dagmar Kessler, Jan Wirsam (Hrsg.): Marktorientiertes Produkt- und Produktionsmanagement in digitalen Umwelten. Festgabe für Klaus Bellmann zum 75. Geburtstag. Springer Gabler, Wiesbaden 2018, ISBN 978-3-658-21637-5, S. 61–73.
- mit Oliver Kullik, Katharina Hölzle und Bastian Halecker: Company Building – A New Phenomenon of Corporate Venturing? In: I. Bitran, Steffen Conn, Eelko Huizingh, Olga Kokshagina, M. Torkkeli, Marcus Tynnhammar (Hrsg.): Proceedings of the XXIX ISPIM Innovation Conference: Innovation, The Name of the Game. ISPIM, Stockholm 2018, ISBN 978-952-335-218-6.
- Produktivitätsgrenzen der Digitalen Transformation. In: HTW Berlin, Stefanie Molthagen-Schnöring (Hrsg.): Grenzen in Zeiten technologischer und sozialer Disruption. Reihe: Beiträge und Positionen der HTW Berlin. Band 9. BWV-Verlag, Berlin 2019, ISBN 978-3-8305-3957-5, S. 34–40.
- mit Leonhard Gebhardt und Ralf Waubke: Empirische Erfahrungen zum Digital Entrepreneurship in KMU. In: Katharina Hölzle, Heike Surrey, Victor Tiberius (Hrsg.): Perspektiven des Entrepreneurships. Unternehmerische Konzepte zwischen Theorie und Praxis. Schäffer-Poeschel Verlag, Stuttgart 2020, ISBN 978-3-7910-4471-2, S. 34–40.
- mit Ralf Waubke und Leonhard Gebhardt: Productivity Paradox in Digital Innovation for SMEs. In: Daniel R. A. Schallmo, Joseph Tidd (Hrsg.): Digitalization. Digitalization: Approaches, Case Studies, and Tools for Strategy, Transformation and Implementation. Reihe: Management for Professionals. Springer Nature, Cham 2021, doi:10.1007/978-3-030-69380-0_9, ISBN 978-3-030-69379-4, S. 145–152.